# Шелдон (Нью-Йорк)
Шелдон (англ. Sheldon) — місто (англ. town) в США, в окрузі Вайомінг штату Нью-Йорк. Населення — 2367 осіб (2020).

## Демографія
Згідно з переписом 2010 року, у місті мешкало 2409 осіб у 979 домогосподарствах у складі 689 родин. Було 1112 помешкання
Расовий склад населення:
| - 98,5 % — білих - 0,2 % — корінних американців - 0,1 % — азіатів |

До двох чи більше рас належало 1,1 %. Частка іспаномовних становила 1,5 % від усіх жителів.
За віковим діапазоном населення розподілялося таким чином: 20,8 % — особи молодші 18 років, 64,3 % — особи у віці 18—64 років, 14,9 % — особи у віці 65 років та старші. Медіана віку мешканця становила 43,1 року. На 100 осіб жіночої статі у місті припадало 110,9 чоловіків;  на 100 жінок у віці від 18 років та старших — 108,9 чоловіків також старших 18 років.
Середній дохід на одне домашнє господарство  становив 71 609 доларів США (медіана — 62 222), а середній дохід на одну сім'ю — 79 836 доларів (медіана — 72 083). Медіана доходів становила 49 896 доларів для чоловіків та 35 991 долар для жінок. За межею бідності перебувало 7,9 % осіб, у тому числі 14,5 % дітей у віці до 18 років та 6,5 % осіб у віці 65 років та старших.
Цивільне працевлаштоване населення становило 1157 осіб. Основні галузі зайнятості: виробництво — 18,4 %, освіта, охорона здоров'я та соціальна допомога — 16,2 %, будівництво — 11,1 %, роздрібна торгівля — 8,3 %.